# Прусінув
Прусінув (пол. Prusinów, нім. Geppertsfeld) — село в Польщі, у гміні Жеркув Яроцинського повіту Великопольського воєводства.
У 1975-1998 роках село належало до Каліського воєводства.